# Rio Negro
Rio Negro – rzeka w Ameryce Południowej, największy lewy dopływ Amazonki. Płynie przez Kolumbię, Wenezuelę i Brazylię.
Długość 2250 km. Źródła w Mesa de Yambi na terenie Kolumbii. Uchodzi do Amazonki.
Główne dopływy:
- Rio Branco (lewy)
- Río Vaupés (prawy)

Przez bifurkację Casiquiare połączona z Orinoko.